# Muiredach II Tirech
Muiredach II Tirech („Patriota”) – legendarny król Connachtu z dynastii Milezjan (linia Eremona) jako Muiredach I Tirech ok. 325-331, na wpół legendarny zwierzchni król Irlandii w latach 331-357, syn zwierzchniego króla Irlandii Fiachy VI Sraibtine i jego żony Aife (Aoife), córki Gaedala, króla Galów. 
Ojciec Fiacha VI Sraibtine, wiedząc o proroctwie że, ten kto zabije przeciwnika, tego potomkowie nigdy nie będą rządzić Irlandią, zginął w bitwie pod Dubchomarem z ręki swych bratanków, „Trzech Collasów”. Jeden z nich, Colla Uais, objął rządy nad wyspą. Gdy to się działo, Muiredach Tirech przeprowadzał kampanię wojenną w Munsterze. Musiał czekać cztery lata, by pokonać Collę Uaisa. Po objęciu tronu, skazał go na wygnanie wraz z jego braćmi oraz z trzystoma ludźmi, do Alby (Szkocja), kraju rodzinnego matki. Następnie przekazał władzę nad Connachtem synowi Niallowi. 
W Albie Collasowie służyli Updarowi, swemu dziadkowi macierzystemu. Pod koniec roku postanowili wrócić do Irlandii. Mieli nadzieję, że Muiredach Tirech zabije ich, pozbawiając się w ten sposób tronu dla swych potomków. Ale arcykról wiedząc o proroctwie, zorganizował im wielkie i honorowe powitanie. Następnie wziął ich na swe usługi. Widząc, że potomstwo Collasów jest zbyt rozrodzone, postanowił wysłać ich na podbój Ulsteru. Chciał w ten sposób zachować spokój w swym kraju. Collasowie w przymierzu z mieszkańcami Connachtu pokonali Ulatów w Achadh-leithdheirg, zabijając ich króla Fergusa IV Fogę. Colla Menn także zginął w tej bitwie.
Muiredach Tirech, po dwudziestu sześciu lub trzydziestu latach rządów, zginął z ręki króla Ulsteru i swego następcy, Caelbada mac Cruind Badrui, w Portrigh („Forcie Królów”; prawdopodobnie antyczna nazwa Bernburbu) nad rzeką Dabhall (antyczna nazwa rzeki Abhainn-mhor lub „Czarna Woda” na terenie hrabstw Tyrone i Armagh). Miał z żoną Muirenn ingen Fiachaid, córką króla Ulsteru Fiachy II Araide, syna Eochaida Muigmedoina, przyszłego mściciela śmierci ojca oraz zwierzchniego króla Irlandii. 